# Ronald Campbell Simpson
Ronald "Ronnie" Campbell Simpson (11 d'octubre de 1930 - 19 d'abril de 2004) va ser un jugador i entrenador de futbol escocès. Se'l recorda principalment per la seva etapa al Celtic, on va ser el porter de l'equip dels Lisbon Lions que va guanyar la Copa d'Europa el 1967. Anteriorment en la seva carrera, Simpson havia guanyat la FA Cup dues vegades amb el Newcastle United. També va jugar al Queen's Park, al Third Lanark i al Hibernian. Simpson va representar Gran Bretanya als Jocs Olímpics de 1948, però no va ser seleccionat per a Escòcia fins al 1967. Va debutar internacionalment en la famosa victòria per 3-2 contra Anglaterra a Wembley.

## Carrera de club
Simpson va començar la seva carrera sènior amb el club amateur Queen's Park; va ser seleccionat pel seu primer equip el 1945, amb només 14 anys i 304 dies. Això el va convertir en la persona més jove a representar un club de la lliga escocesa, tot i que va ser un rècord no oficial a causa de la suspensió del futbol competitiu normal durant la Segona Guerra Mundial. Tenia 15 anys quan va fer la seva primera aparició a la Scottish Football League l'agost de 1946.
Després de completar el seu Servei Nacional, Simpson es va traslladar a Third Lanark el 1950. Aleshores va fitxar pel Newcastle United sis mesos després per una tarifa de 8.750 lliures. Va guanyar la FA Cup dues vegades amb el Newcastle, després de substituir Jack Fairbrother com a porter titular, el 1952 i el 1955.
Després de nou anys i gairebé 300 aparicions amb el Newcastle, Simpson va tornar a Escòcia, amb l'Hibernian, el 1960.  Les seves actuacions van ajudar a salvar els Hibs del descens el 1962, però va perdre el favor sota la direcció de Jock Stein a causa de la seva actitud durant els entrenaments. Hibernian va vendre Simpson al Celtic el 1964 per 4.000 lliures.
Es creu que estava en els darrers moments de la seva carrera, el Celtic va fitxar Simpson com a substitut de John Fallon. Aquesta percepció va semblar confirmar-se quan Jock Stein, que havia deixat anar Simpson com a entrenador del Hibernian, va ser nomenat entrenador del Celtic més tard durant la temporada 1964–65; tanmateix, Simpson es va convertir en la primera opció després que Fallon fos culpat d'una derrota contra els Rangers a la final de la Copa de la Lliga escocesa de 1964. El seu sentit de l'humor va fer de Simpson una figura popular a l'equip, que li van posar el sobrenom de "Father" (Pare), a causa de la seva relativa vellesa.
El punt culminant de la seva etapa al Celtic va ser guanyar la final de la Copa d'Europa de 1967, com a part d'una sèrie de trofeus guanyats a la temporada 1966-67.  A part d'una aturada inicial amb els genolls després d'una rematada de cap d'Alessandro Mazzola, Simpson va tenir poc a fer durant el partit. El seu treball de peus elegant a l'hora de gestionar una passada enrere va ser un dels punts destacats. Com que Fallon no va ser considerat part de la Copa d'Escòcia ni de la Copa de la Lliga d'Escòcia d'aquella temporada, Simpson va ser el primer porter a guanyar el Triplet europeu i continua sent l'únic porter a guanyar la llegendària Quàdruple.
Va patir una luxació d'espatlla el 1969, i els problemes amb aquesta lesió el van obligar a perdre's la final de la Copa d'Europa de 1970 i a retirar-se com a jugador aquell any.

## Carrera internacional
Simpson va representar l'equip juvenil d'Escòcia en un partit contra l'England Youth jugat el 25 d'octubre de 1947 al Belle Vue, Doncaster. Va ser seleccionat per Matt Busby per jugar amb la selecció britànica als Jocs Olímpics de 1948. Gran Bretanya va acabar quarta, perdent un playoff per la medalla de bronze contra Dinamarca.
Simpson també va jugar amb la selecció escocesa, debutant en la famosa victòria per 3-2 contra Anglaterra, guanyadora de la Copa del Món de 1966, a Wembley el 1967. Va establir un nou rècord per ser el jugador més gran a debutar amb Escòcia, amb 36 anys i 196 dies.  Va guanyar cinc partits amb la selecció juvenil i la selecció bàsiquera en total, a més dels partits amb les seleccions juvenils i bàsiques que va aconseguir anteriorment a la seva carrera.  També va representar la Lliga Escocesa una vegada, el 1968.

## Estil de joc
Simpson era petit per ser porter, només mesurava 1,78 m. polzades. Ho va compensar amb un estil poc ortodox d'aturar tirs, utilitzant els colzes i les espatlles per bloquejar els tirs. També tenia unes habilitats de moviment de peus i distribució de la pilota de primera classe.

## Vida personal i posterior
El pare de Simpson Jimmy Simpson, també va jugar amb Escòcia, i va gaudir d'un èxit notable com a central dels Rangers i del Dundee United a la dècada del 1930.
Després que Ronnie Simpson es retirés com a jugador, va ser entrenador del Hamilton Academical FC durant un any. També va formar part del Pools Panel, que va dictaminar els resultats dels partits ajornats en períodes de mal temps excepcionalment. També va ser regidor progressista a l'Ajuntament d'Edimburg a la dècada del 1970. Simpson va morir d'un atac de cor el 19 d'abril de 2004.

## Premis
El 2002, Simpson va ser nomenat entre els millors equips de la història del Celtic, per davant de John Thomson i Pat Bonner.
Va ser inclòs pòstumament al Saló de la Fama del Futbol Escocès el novembre de 2011.

## Palmarès
Newcastle United
- Copa FA: 1951–52, 1954–55

Celtic
- Lliga d'Escòcia: 1965–66, 1966–67, 1967–68, 1968–69
- Copa d'Escòcia: 1966–67 ; subcampiona: 1965–66
- Copa de la Lliga escocesa: 1965–66, 1966–67, 1967–68
- Copa de Glasgow : 1966–67, 1967–68
- Copa d'Europa: 1966–67

Individual
- Futbolista de l'any de la SFWA : 1967[15]